# Roma (1942)
El Roma fue un acorazado italiano de la clase Littorio (conocida en algunos países como Vittorio Veneto) que sirvió en la Regia Marina durante la Segunda Guerra Mundial. Fue completado a mitad de 1942,  tuvo una corta vida operacional con tan solo un año y tres meses de servicio, por lo que apenas vio la acción durante la contienda.

## Diseño
El RN Roma tenía 240,68 m (789 pies 8 pulgadas) de eslora y tenía una manga de 32,82 m (107 pies 8 pulgadas) y un calado de 9,6 m (31 pies 6 pulgadas). Fue diseñado con un desplazamiento estándar de 40.992 toneladas largas (41.650 t), una abierta violación de la restricción de 35.000 toneladas largas (36.000 t) del Tratado Naval de Washington; con carga de combate completa, desplazó 45.485 toneladas largas (46.215 t). El proyecto estaba propulsado por cuatro turbinas de vapor con engranajes Belluzo con una potencia nominal de 128.000 caballos de fuerza en el eje (95.000 kW). El vapor fue proporcionado por ocho calderas Yarrow alimentadas con petróleo. Los motores proporcionaban una velocidad máxima de 30 nudos (56 km / h; 35 mph) y un alcance de 3920 millas náuticas (7260 km; 4510 millas náuticas) a 20 nudos (37 km / h; 23 mph.
Tenían una tripulación de entre 1830 a 1950 hombres de mar. Todas las unidades de la clase estaban equipadas con una catapulta en su popa y equipada con tres hidroaviones de reconocimiento biplano IMAM Ro.43 o cazas Reggiane Re.2000.
La proa del RN Roma era junto con la del RN Impero, con un castillo más elevado que el resto de su clase y su popa tipo crucero más redonda.

### Habitabilidad
A diferencia de sus contemporáneos de otras marinas, sus interiores y acomodaciones no solo de la oficialidad, sino de las salas de máquinas, salas de servicio, salas de ingeniería y marinería eran dignas de un transatlántico de pasajeros moderno, en términos generales destacaban por amplitud, iluminación, su decoración, modernidad y comodidad.

### Armamento
El armamento principal consistía en nueve cañones Modelo 1934 OTO/Ansaldo 381/50 de 381 mm (15 pulgadas) en tres torretas triples en línea de crujía; dos torretas dispuestas en altas barbetas se colocaron hacia adelante en una disposición de andanada en avance y la tercera a popa. Su ángulo de elevación máximo era de 35° y eran de una cadencia de tiro relativamente baja; pero era equiparable a la de los acorazados alemanes. El RN Roma podía lanzar una andanada a alta velocidad (728 m/s) a 42.8 km de distancia con un peso de 884 kg.
Su armamento antisuperficie secundario consistía en doce cañones de 152 mm (6 pulgadas) /55 Modelo 1934/35 en cuatro torretas triples en medio del barco.
El armamento se complementó con cuatro cañones modelo 1891/92 de 120 mm (4,7 pulgadas) /40 en monturas individuales; estas armas eran consideradas armas obsoletas y estaban destinadas principalmente a disparar proyectiles estándar. Además estaban equipados con una batería antiaérea que constaba de doce cañones de 90 mm (3,5 pulgadas) / 50 Modelo 1938 en monturas individuales, el 90/50 mm tenía munición diseñada para contrarrestar aviones frágiles, hecha de madera y lona, común en los años 30, veinte cañones de 37 mm (1,5 pulgadas) / 54 en ocho monturas dobles y cuatro individuales, y dieciséis cañones de 20 mm ( 0,79 in) /65 cañones en ocho montajes dobles.

### Blindaje
El RN Roma estaba protegido por un cinturón de blindaje principal de 280 mm (11 pulgadas) con una segunda capa de acero de 70 mm (2,8 pulgadas) de espesor. La cubierta principal tenía un espesor de 162 mm (6,4 pulgadas) de espesor en el área central del barco y se redujo a 45 mm (1,8 pulgadas) en áreas menos críticas. Las torretas de la batería principal tenían un grosor de 350 mm (13,8 pulgadas) y la estructura de la torreta inferior estaba alojada en barbetas que también tenían un grosor de 350 mm. Las torretas secundarias tenían blindajes de 280 mm de espesor y la torre de mando tenía lados de 260 mm (10,2 pulgadas) de espesor.
Poseía además del timón principal en línea de crujía, dos peculiares timones auxiliares adicionales, uno a cada banda y frente a la hélices más externas.

### Protección subacuática
Diseñado por Umberto Pugliese, el RN Roma así como el resto de su clase, poseía un sistema de protección subacuático único que comparte su nombre. Usando los tubos huecos inundados, separados por los cuartos internos de la nave por una pared armada fina, el sistema de Pugliese era un acercamiento revolucionario a la defensa contra el ataque a torpedo. Sin embargo, la experiencia subsecuente revelaría el sistema Pugliese como inferior al sistema múltiple del tabique hermético proporcionando una zona escasa para absorber la energía del impacto. La única potencia extranjera en adoptar el sistema fue la Unión Soviética, en su clase Sovetsky Soyuz, diseñada por la firma italiana Ansaldo. El resto del sistema protector de las naves era convencional.

### Esquemas de camuflaje naval
En tiempos de guerra y sobre todo después de que algunos aviones italianos bombardearon sus propios barcos por error en la batalla de Calabria en julio de 1940, todas las unidades usaron en su cubierta un distintivo esquema de reconocimiento en franjas transversales alternadas rojas y blancas a popa y/o a proa.  El RN Roma presentaba un esquema de camuflaje vertical de franjas polimórficas dentadas color azul muy oscuro llamado tipo Claudus con ondas blancas a proa y popa, muy similar al esquema usado por la marina alemana.

## Último crucero y hundimiento

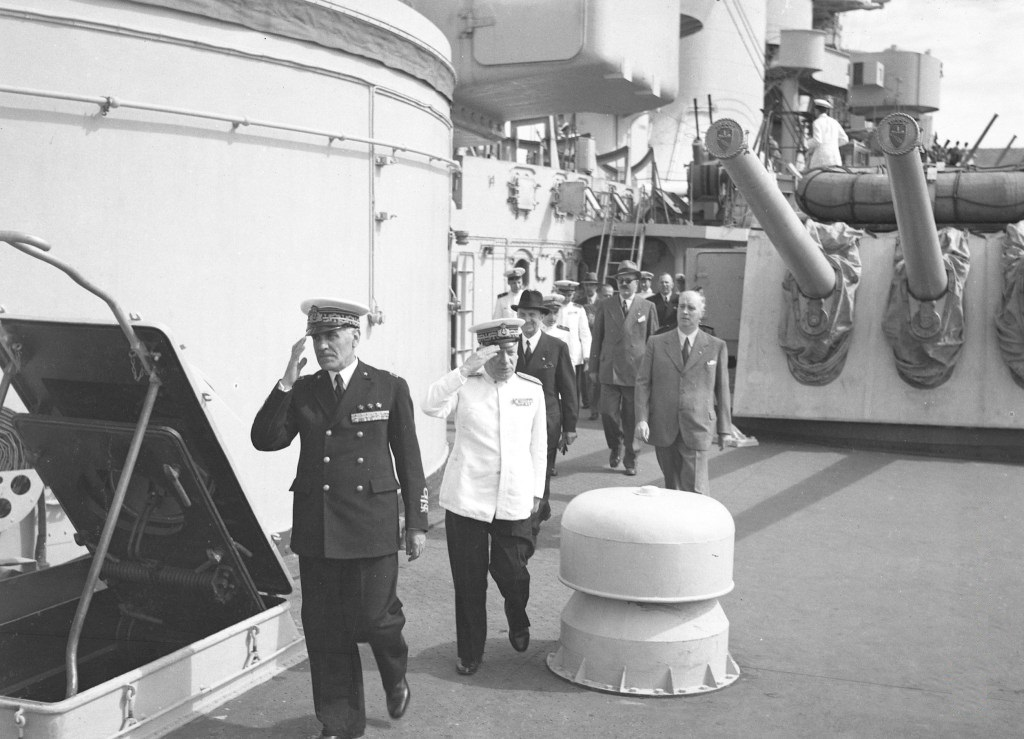
El Almirante Carlo Bergamini conduciendo visitas sobre la cubierta del acorazado Roma (junio 1940)

El 8 de septiembre de 1943 el acorazado Roma, junto al resto de la flota italiana abandonó el puerto de La Spezia para rendirse a los aliados según el artículo 4 del Armisticio entre los aliados e Italia que dictaba:

La inmediata transferencia de la flota italiana y de los aviones italianos a los lugares designados por el mando aliado desarmados

Era el buque insignia del comandante de flota, el almirante Carlo Bergamini. El comandante del buque, era el capitán de navío Adone Del Cima. La flota, incluía otros dos acorazados; el Vittorio Veneto y el  Italia (anteriormente Littorio), tres cruceros y ocho destructores (otros buques se unieron durante la travesía).
Al día siguiente, los buques, fueron interceptados cerca del faro de la Isla Asinara  (al norte de Cerdeña) por 12 Dornier Do 217 K-2 alemanes del III Grupo de KG100, el cual, tenía su base en Istres, cerca de Marsella. Todos ellos transportaban bombas guiadas antibuque denominadas Fritz X.

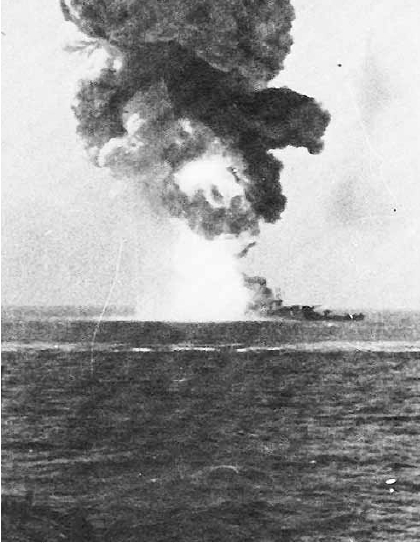
Explosión del Roma tras el impacto de las Fritz X

Pietro Badoglio ordenó abrir fuego solo después de que se iniciara el ataque sobre ellos. Aunque cuando la flota finalmente abrió fuego antiaéreo, los aviones alemanes ya estaban fuera del alcance de las armas italianas (5000 m). Aunque parezca poco común semejante altitud, las Fritz X requerían de una altura mínima de 4.000 m para ser radiocontroladas con éxito al blanco.
El primer buque en ser impactado por las nuevas armas, fue el RN Italia, aunque no tuvo consecuencias graves. 
El RN Roma en cambio, fue posteriormente impactado dos veces por las bombas antiblindaje con punta perforante Fritz X, un arma desconocida para los italianos en ese momento. El primer impacto, fue en el centro del buque, entre dos montajes antiaéreos de 90 mm, que atravesó la cubierta y el lateral del buque y explotó bajo el agua, lo que redujo la velocidad del acorazado a solo 10 nudos. El segundo impacto fue fatal y se produjo en la cubierta, entre la torre número 2 y el puente de mando alcanzando un depósito de municiones cuatro cubiertas más abajo, lo que causó una explosión de la torreta que afectó a las calderas e inició la detonación de la santabárbara de la munición de 381 mm, la onda explosiva quebró la quilla y la torre n°2 junto con el puente de mando fueron lanzados hacía el aire cayendo al mar con todos sus ocupantes.
Los almirantes Carlo Bergamini, Del Cima, 86 oficiales, y unos 1.264 tripulantes, murieron a las 16:12; hora a la que el buque explotó, se volcó y se partió en dos hundiéndose rápidamente. Únicamente se pudo rescatar a 596 supervivientes con graves quemaduras. Fue el primer buque capital hundido por un misil guiado.

### Restos
En junio de 2011 fue localizado por una expedición italiana a 30 km de la costa norte de Cerdeña y a unos 1.200 metros de profundidad, gracias a un robot submarino, sus restos están posados en una pendiente de un cañón submarino, bastante enterrados en fondo de limo arenoso, en tres grandes pedazos y un campo de escombros. La popa está invertida lo mismo que su proa.
 Son reconocibles algunos cañones de 90 mm en el cieno.   La parte central está sobre su quilla y la superestructura de puentes y telémetros están visibles, recostadas al costado y reconocibles si se considera que estuvieron muy cerca de la explosión fatal, lo que contradice la versión que este conjunto voló por los aires.

## Galería

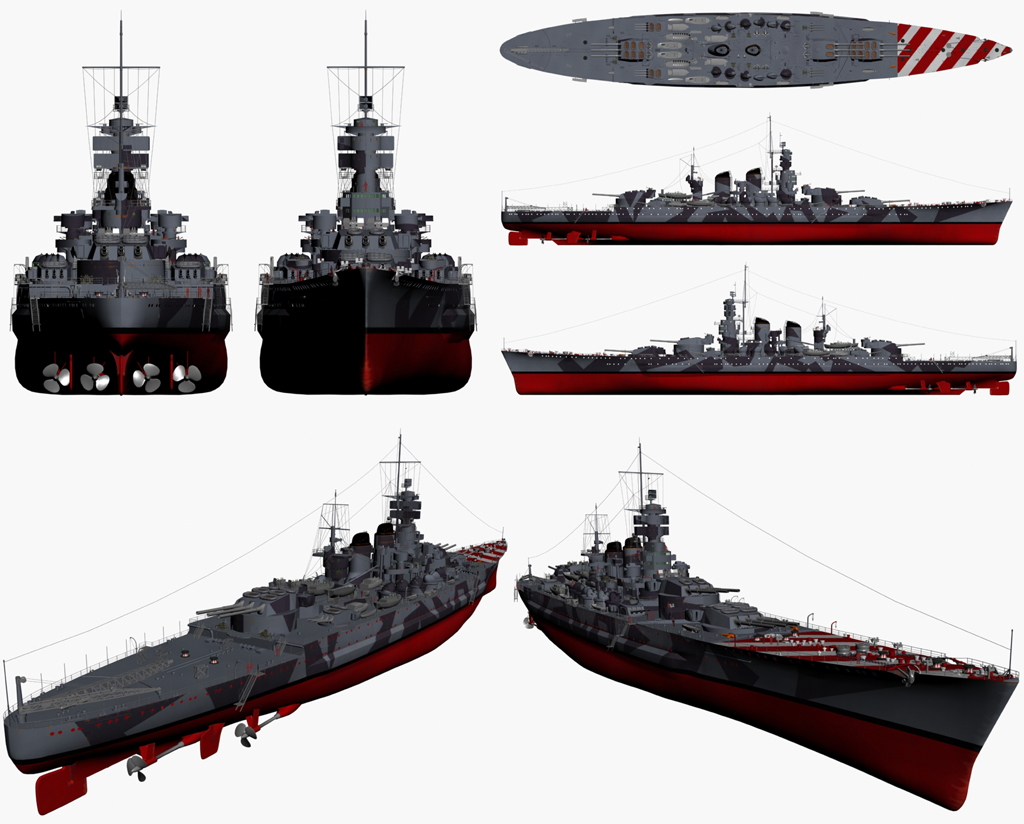
Infografías 3D
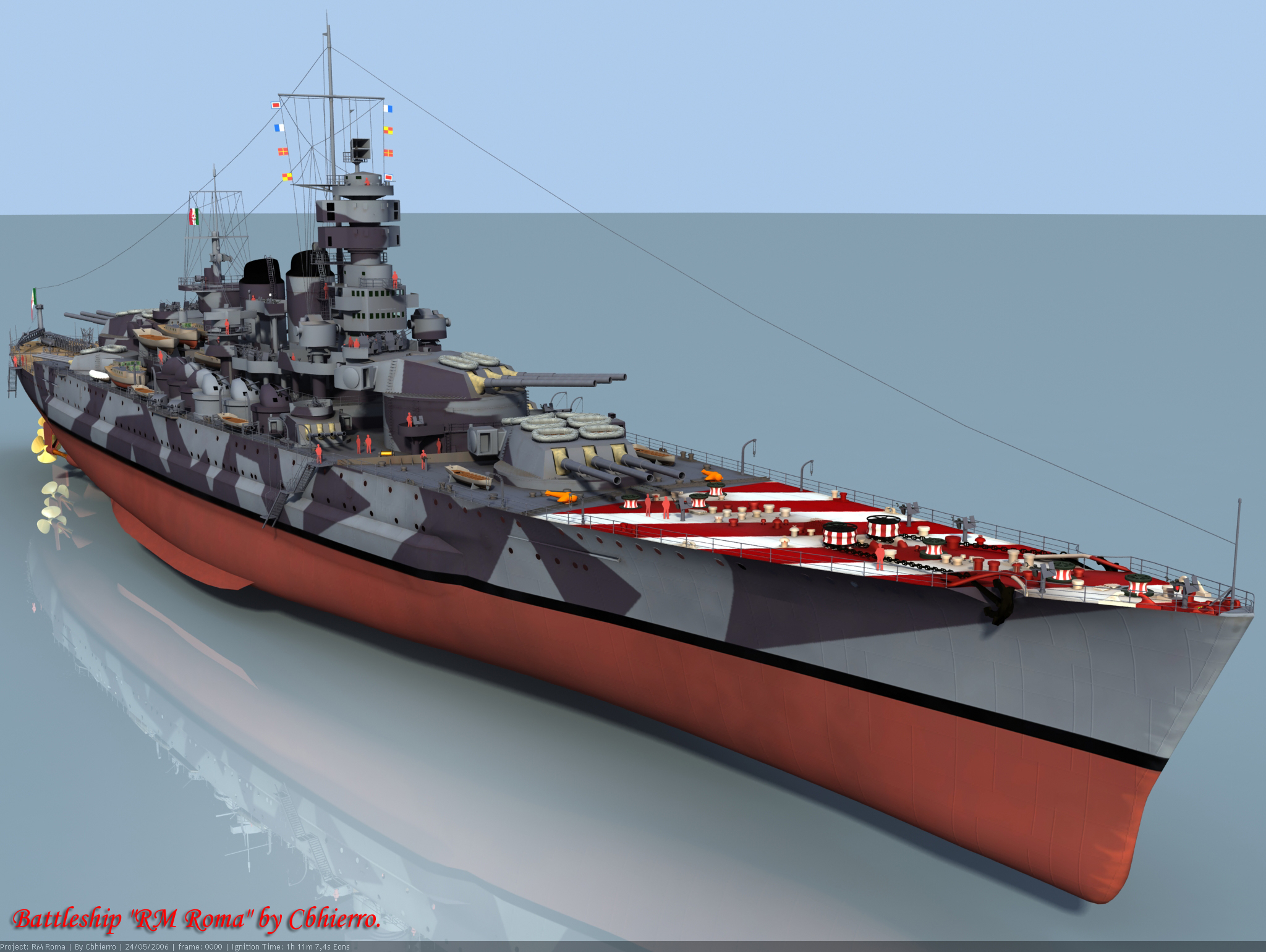
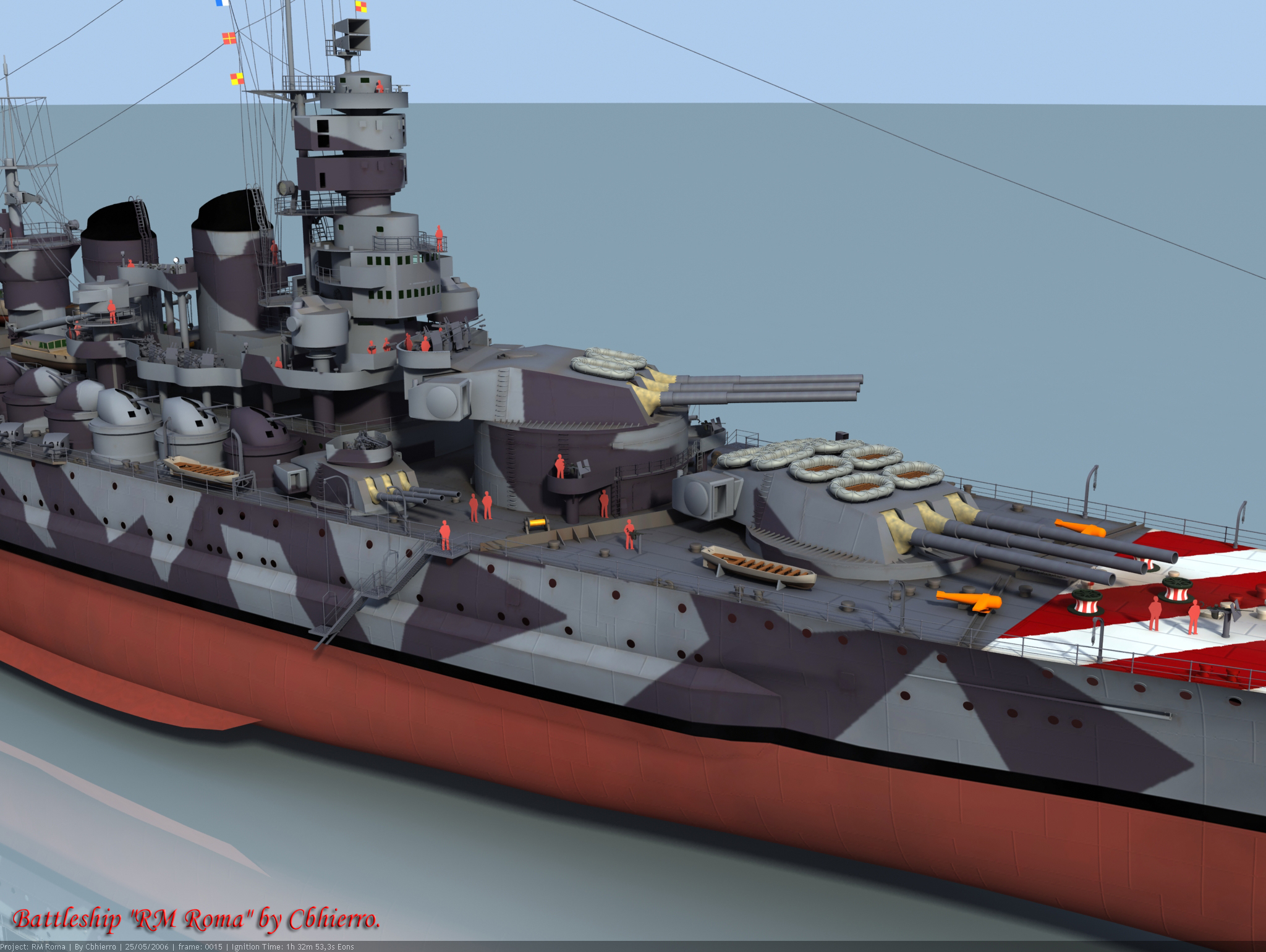
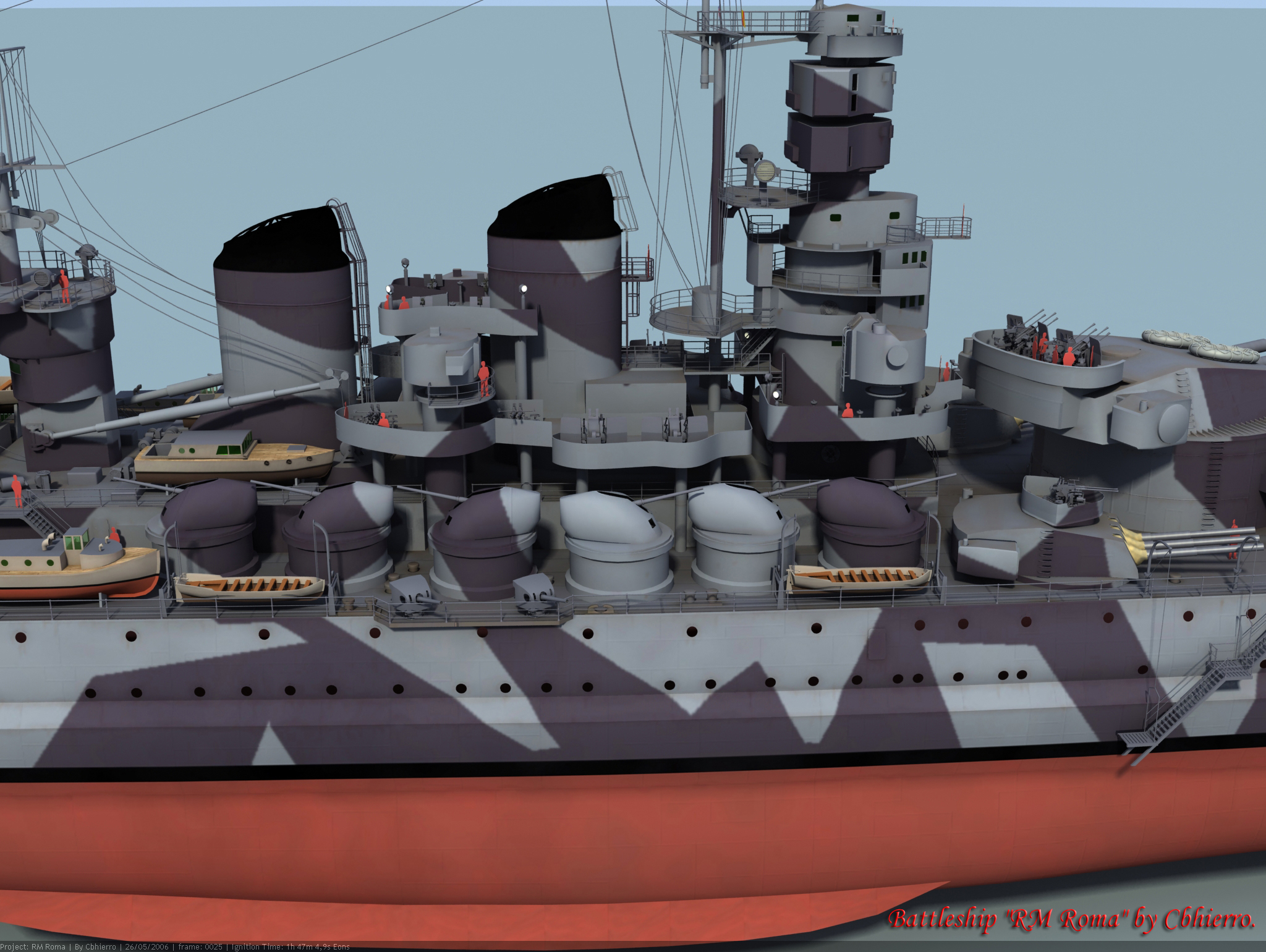
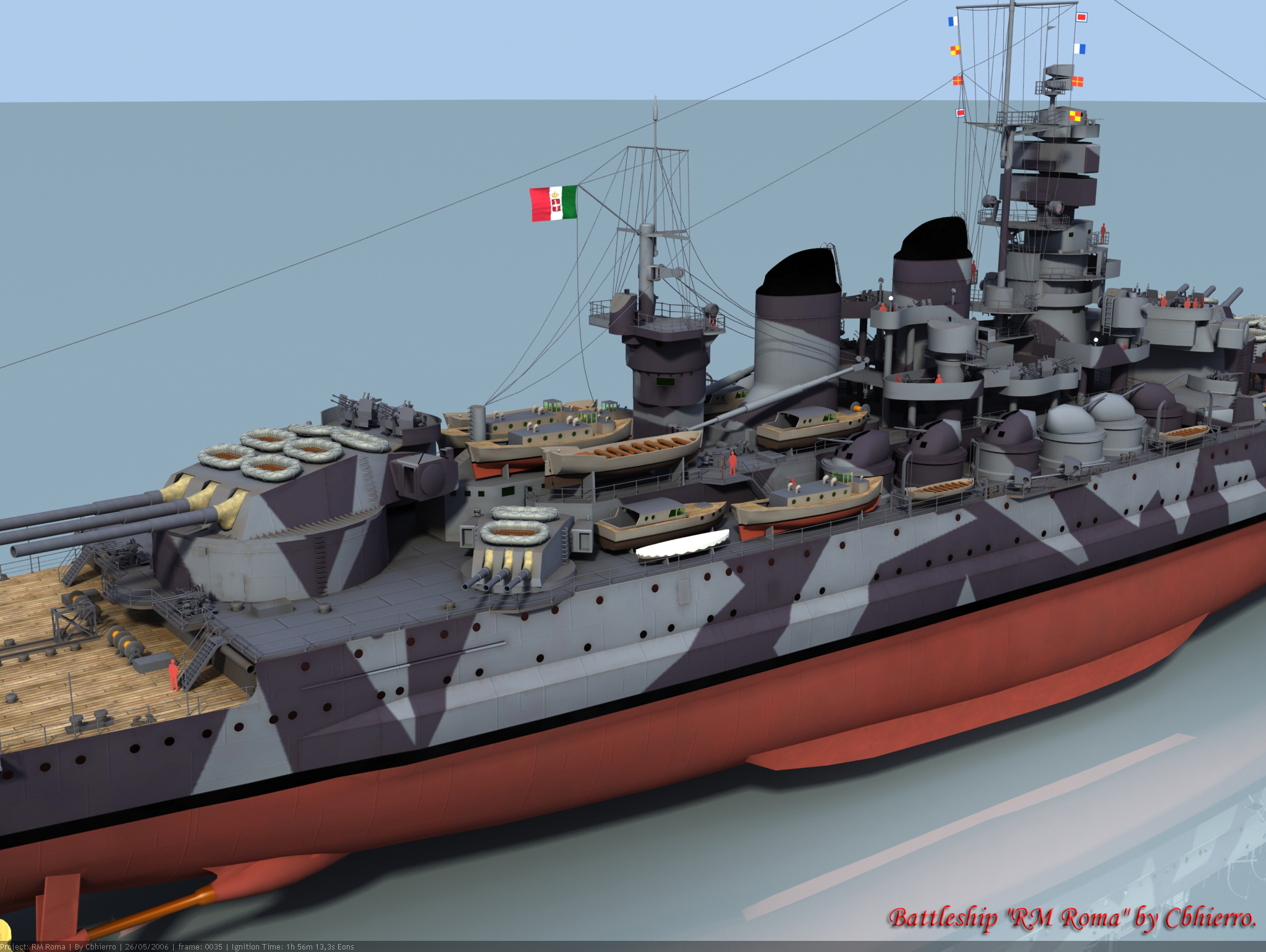
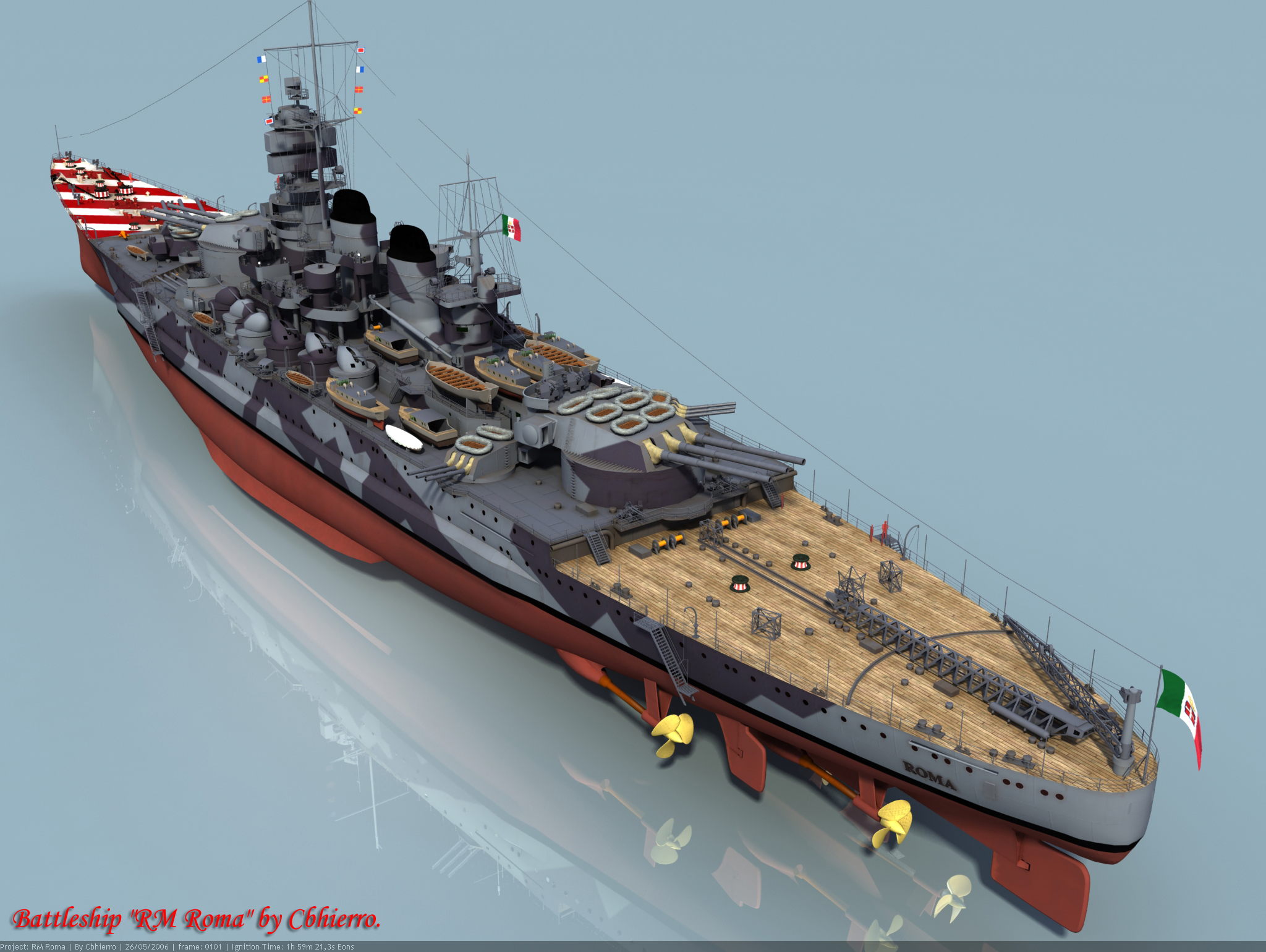
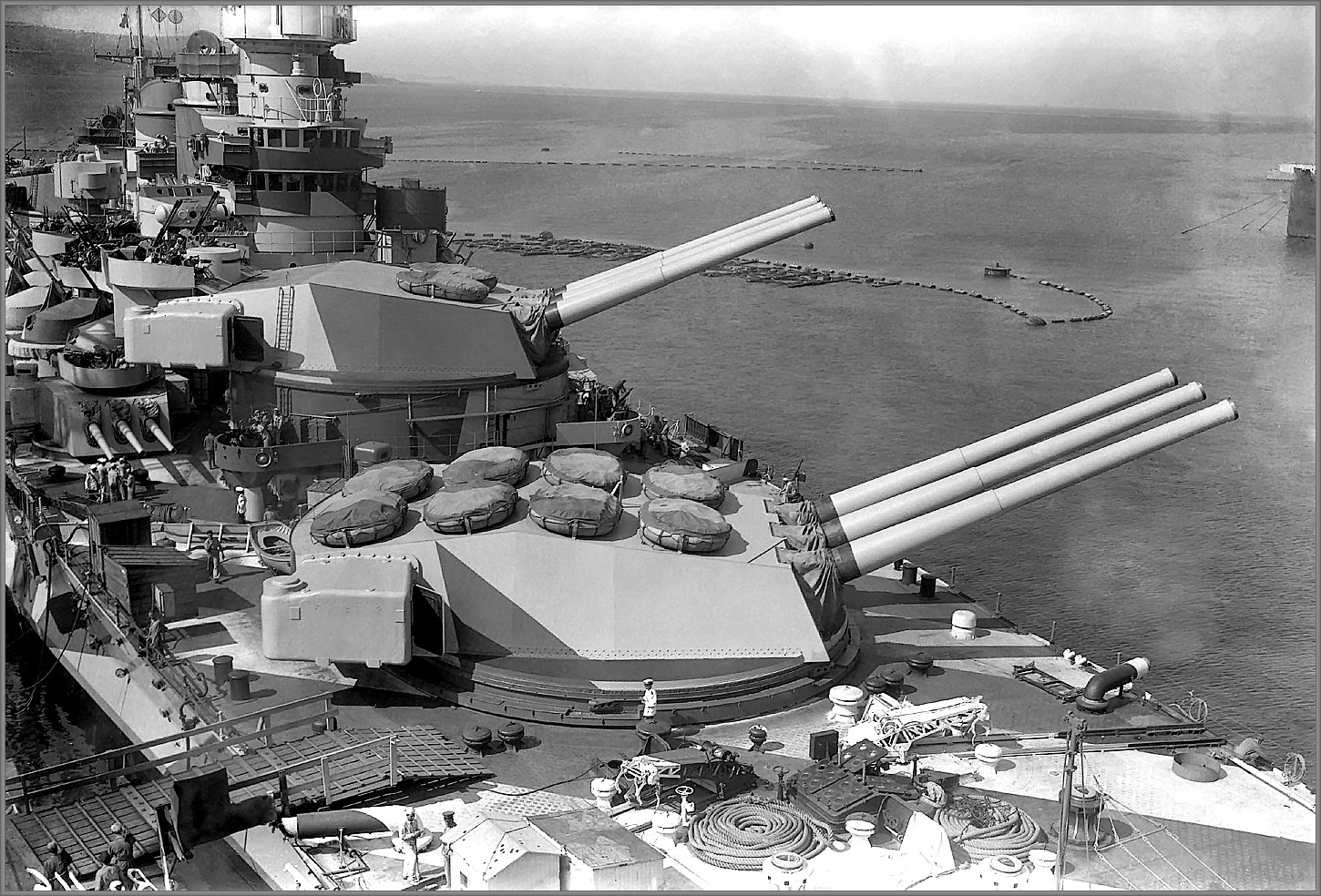

## Nota
1. ↑  Whitley afirmó que Roma se completó con 28 cañones de 20 mm y los otros dos estaban originalmente equipados con 16, pero Garzke y Dulin dan 32 y 24.[5][6]